# Българи-гарибалдийци
Българи-гарибалдийци са наречени българските доброволци, които участват в италианското национално освободително движение от 1860 до 1871 г.
Българските доброволци минават под прякото ръководство на Джузепе Гарибалди; сред тях е и капитан Петко войвода.
Много от българите, участвали в италианските освободителни войни, по-късно използват натрупания опит в освободителните борби на България.

## Българи-гарибалдийци
- Стефан Дуньов – полковник, командир на полк в армията на гарибалдийците
- Иван Хаджидимитров – председател на Търновския революционен комитет
- Теофан Райнов – пратеник на БРЦК в Европа
- Райчо Гръблев – пратеник на БРЦК в Европа
- Гюро Начев (Върли Гюро) – Ботев четник
- Тома Николов – Гарибалдото
- Нено Маринов – Хайдут Нено
- Димитър Добрович Пехливанов
- Георги Капчев
- Георги Чохаджиев
- Пенко Бакърджията
- Грозьо Станев
- Димитър Общи
- Георг Силаги